# Macroilleis hauseri
Macroilleis hauseri is een keversoort uit de familie lieveheersbeestjes (Coccinellidae). De wetenschappelijke naam van de soort is voor het eerst geldig gepubliceerd in 1930 door Mader.